# Liste der Fornminnen in Säbrå

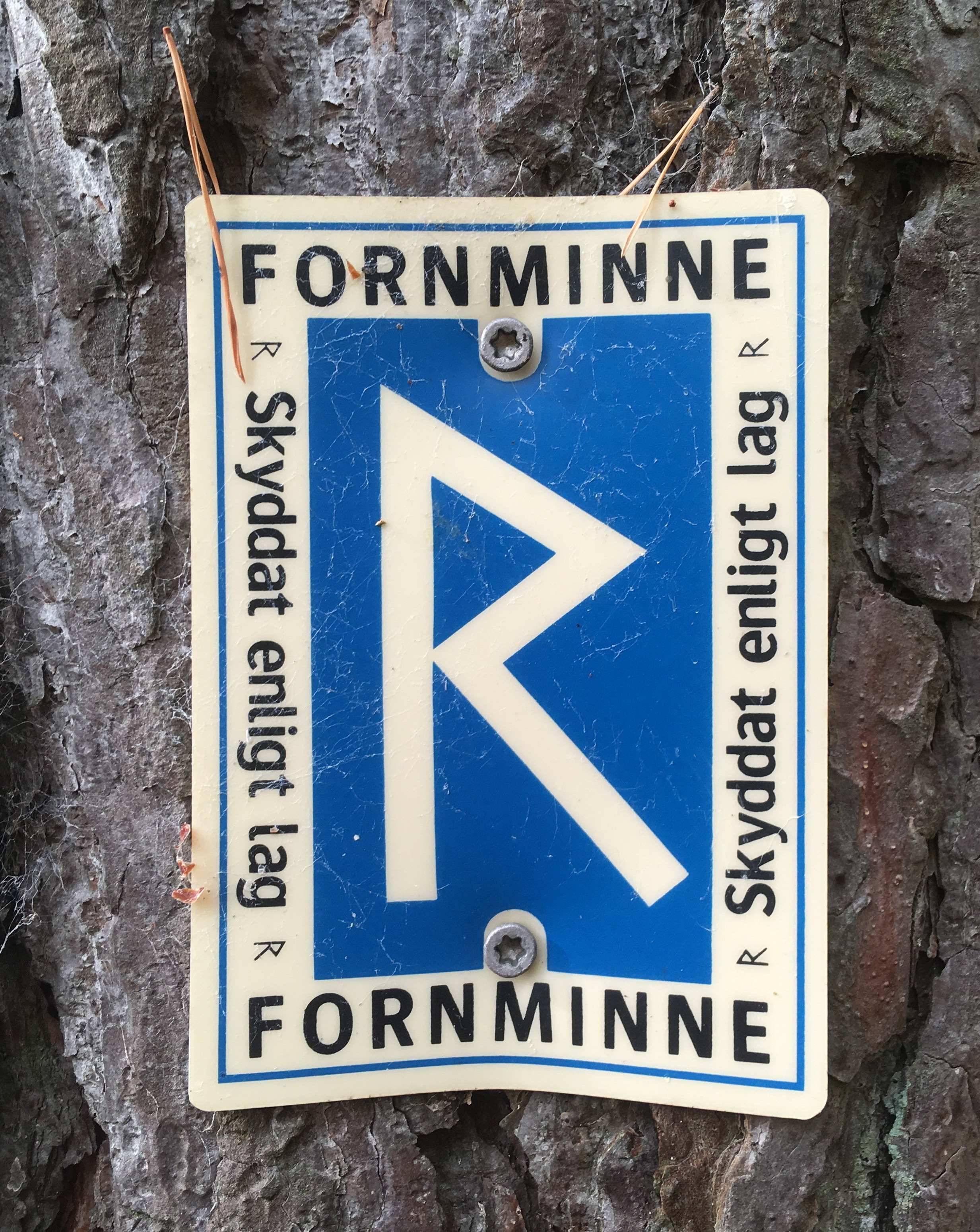
Zeichen für „Fornminnen“ in Schweden

Diese Liste der Fornminnen in Säbrå zeigt die „Alten/antiken Denkmale“ (schwedisch fornminnen) im ehemaligen Socken Säbrå in der heutigen Gemeinde Härnösand der schwedischen Provinz Västernorrlands län, sie ist eine Teilliste der „Liste der Fornminnen in Västernorrland“. Die Aufteilung basiert auf der historischen Zuordnung der Gebiete in Socken (siehe auch) und der Einteilung des Zentralamts für Denkmalpflege Riksantikvarieämbetet (RAÄ). Es werden die Fornminnen aufgeführt, die auf dem Suchdienst „Fornsök“ registriert sind, welcher weitere Informationen zu den bekannten kulturhistorischen Überresten in Schweden enthält.

## Begriffserklärung
Fornminnen (schwedisch für alte/antike Denkmale oder archäologische Funde) sind in Schweden alte Objekte und archäologische Funde (Fornlämningar), welche die Überreste menschlicher Aktivitäten in der Vergangenheit bezeichnen, die durch frühere Nutzung entstanden sind und dauerhaft aufgegeben wurden. Dabei gilt für Fornminnen, die vor 1850 entstanden sind, dass sie automatisch durch das Gesetz geschützt sind. Aber auch jüngere Überreste können zu Bodendenkmalen erklärt werden, wenn sie sich an ihrem ursprünglichen Standort befinden und weitgehend erdgebunden sind. Als Fornminnen zählen u. a. Siedlungen und Siedlungsreste aus prähistorischer Zeit, Gräber und Grabstätten, Burgruinen, Ruinen von Klöstern, Kirchen und Schlössern, Steine und Felsen mit Inschriften und Bildern (z. B. Runensteine und Petroglyphen), insofern sie nicht schon als Einzeldenkmal unter Byggnadsminnen (schwedisch für Baudenkmale) oder kyrkliga Kulturminnen (schwedisch für kirchliches Kulturgut) ausgewiesen sind.

## Legende
| ID           | = | ID.Nr. des Denkmalregisters (Fornsök) im schwedische Amt für nationales Kulturerbe (Riksantikvarieämbetet (RAÄ)) |
| Lage         | = | Koordinatenangabe des Standorts                                                                                  |
| Bezeichnung  | = | Bezeichnung des Denkmalobjekts (auch RAÄ-Nr.)                                                                    |
| Beschreibung | = | Name (Denkmaltyp/Dokumentenverweis im Arkivsök) sowie eine kurze Beschreibung des Objekts                        |
| Bild         | = | Bild des Objekts sowie Verweis auf weitere Bilder                                                                |

## Liste Fornminnen Säbrå
| ID             | Lage    | Bezeichnung (RAÄ-Nr.) | Beschreibung | Bild           |
| -------------- | ------- | --------------------- | --- | -------------- |
| 10249900010001 | (Karte) | Säbrå 1:1             | Säbrå 1:1 (Steinhügelgrab / L1935:1732) rundes (etwa 12 m Durchmesser und 1,5 m hoch) Steinhügelgrab auf der Halbinseln Fällön (ca. 4 km südlich Härnösand) im Södra Sundet mit einer mittigen runden Grube (etwa 5 m Durchmesser) und einem darin liegenden größeren Stein (etwa 1,4 x 0,8 m); befindet sich ca. 18 m nördlich von Säbrå 1:2 (L1935:1733). | Weitere Bilder |
| 10249900010002 | (Karte) | Säbrå 1:2             | Säbrå 1:2 (Steinhügelgrab / L1935:1733) rundes (etwa 12 m Durchmesser und 2 m hoch) Steinhügelgrab auf der Halbinseln Fällön (ca. 4 km südlich Härnösand) im Södra Sundet mit einer mittigen runden Grube (etwa 4 m Durchmesser und 1,5 m tief); befindet sich ca. 18 m südlich von Säbrå 1:1 (L1935:1732), siehe auch Bild | Weitere Bilder |
| 10249900020001 | (Karte) | Säbrå 2:1             | Säbrå 2:1 (Steinhügelgrab / L1935:7194) Beschreibung ergänzen | Weitere Bilder |
| 10249900020002 | (Karte) | Säbrå 2:2             | Säbrå 2:2 (Steinsetzung / L1935:6661) Beschreibung ergänzen | Weitere Bilder |
| 10249900030001 | (Karte) | Säbrå 3:1             | Säbrå 3:1 (Steinhügelgrab / L1935:6642) Beschreibung ergänzen | Weitere Bilder |
| 10249900030002 | (Karte) | Säbrå 3:2             | Säbrå 3:2 (Steinhügelgrab / L1935:6643) Beschreibung ergänzen | Weitere Bilder |
| 10249900030003 | (Karte) | Säbrå 3:3             | Säbrå 3:3 (Steinhügelgrab / L1935:7272) Beschreibung ergänzen | Weitere Bilder |
| 10249900030004 | (Karte) | Säbrå 3:4             | Säbrå 3:4 (Steinsetzung / L1935:6568) Beschreibung ergänzen | Weitere Bilder |
| 10249900040001 | (Karte) | Säbrå 4:1             | Säbrå 4:1 (Steinhügelgrab / L1935:6583) Beschreibung ergänzen | Weitere Bilder |
| 10249900040002 | (Karte) | Säbrå 4:2             | Säbrå 4:2 (Steinsetzung / L1935:7179) Beschreibung ergänzen | Weitere Bilder |
| 10249900050001 | (Karte) | Säbrå 5:1             | Säbrå 5:1 (Steinhügelgrab / L1935:7261) Beschreibung ergänzen | Weitere Bilder |
| 10249900060001 | (Karte) | Säbrå 6:1             | Säbrå 6:1 (Steinhügelgrab / L1935:7262) Beschreibung ergänzen | Weitere Bilder |
| 10249900060002 | (Karte) | Säbrå 6:2             | Säbrå 6:2 (Steinsetzung / L1935:6666) Beschreibung ergänzen | Weitere Bilder |
| 10249900070001 | (Karte) | Säbrå 7:1             | Säbrå 7:1 (Steinhügelgrab / L1935:7199) Beschreibung ergänzen | Weitere Bilder |
| 10249900100001 | (Karte) | Säbrå 10:1            | Säbrå 10:1 (Hügelgrab / L1935:6440) Beschreibung ergänzen | Weitere Bilder |
| 10249900130001 | (Karte) | Säbrå 13:1            | Säbrå 13:1 (Friedhof / L1935:7030) Cholera-Friedhof, etwa 450 m westlich der Kirche Säbrå, eingezäuntes Gelände von 25 x 22 m; Eingang im Nordwesten, im Süden steht ein 2,5 m hohes Holzkreuz mit moderner Metalltafel und Aufschrift: „AUF DIESEM KIRCHENGRUND WAREN FOLGENDE PERSONEN OPFER DER CHOLERA-EPIDEMIE IM SEPTEMBER 1871: OLOF ÖBERG, SARA CHRISTINA NILSDOTTER ERIK WIKSTRÖM, JONAS ALFRED PEHRSSON ANDERS HAMREVS, PEHR HOLMBERG SARA OLSDOTTER, CHRISTINA HAMREVS GEBORENE LINDBERG, JOHAN HAMREVS“                                                                                                   | Weitere Bilder |
| 10249900150001 | (Karte) | Säbrå 15:1            | Säbrå 15:1 (Hügelgrab / L1935:7102) rundes (etwa 5 m Durchmesser) Hügelgrab im Wald am Nordwestufer des Bondsjön, etwa 2 km westlich Härnösand. Etwa 150 m nordwestlich befindet sich das Hügelgrab Säbrå 234:1 (L1935:6534). Bei Grabungen um 1911 wurden Bronzestücke geborgen, darunter eine Fibel-Spange, welche heute im „Historiska museet“ in Stockholm aufbewahrt wird (siehe Katalog-Eintrag: SHM 14411 - Bildnachweis/Beschreibung). | Weitere Bilder |
| 10249900160001 | (Karte) | Säbrå 16:1            | Säbrå 16:1 (Gräberfeld / L1935:6510) langgestrecktes (etwa 130 x 25 m großes) Gräberfeld etwa 750 m nördlich des Härnösander Stadtteils Murbergsstaden am Nordosthang des Hügels „Murberget“ mit Blick auf den Älandsfjärden; bestehend aus 5 runden Steinhügelgräbern (zwischen 6 und 13 m Durchmesser) und einer Steinsetzung. | Weitere Bilder |
| 10249900170001 | (Karte) | Säbrå 17:1            | Säbrå 17:1 (Steinhügelgrab / L1935:6494) Beschreibung ergänzen | Weitere Bilder |
| 10249900180001 | (Karte) | Säbrå 18:1            | Säbrå 18:1 (Steinhügelgrab / L1935:7122) Beschreibung ergänzen | Weitere Bilder |
| 10249900180002 | (Karte) | Säbrå 18:2            | Säbrå 18:2 (Steinhügelgrab / L1935:7179) Beschreibung ergänzen | Weitere Bilder |
| 10249900190001 | (Karte) | Säbrå 19:1            | Säbrå 19:1 (Hügelgrab / L1935:7034) Beschreibung ergänzen | Weitere Bilder |
| 10249900190002 | (Karte) | Säbrå 19:2            | Säbrå 19:2 (Hügelgrab / L1935:6437) Beschreibung ergänzen | Weitere Bilder |
| 10249900250001 | (Karte) | Säbrå 25:1            | Säbrå 25:1 (Steinhügelgrab / L1935:7127) Beschreibung ergänzen | Weitere Bilder |
| 10249900250002 | (Karte) | Säbrå 25:2            | Säbrå 25:2 (Steinhügelgrab / L1935:6501) Beschreibung ergänzen | Weitere Bilder |
| 10249900250003 | (Karte) | Säbrå 25:3            | Säbrå 25:3 (Steinhügelgrab / L1935:6500) Beschreibung ergänzen | Weitere Bilder |
| 10249900260001 | (Karte) | Säbrå 26:1            | Säbrå 26:1 (Steinhügelgrab / L1935:6442) Beschreibung ergänzen | Weitere Bilder |
| 10249900260002 | (Karte) | Säbrå 26:2            | Säbrå 26:2 (Steinhügelgrab / L1935:7044) Beschreibung ergänzen | Weitere Bilder |
| 10249900260003 | (Karte) | Säbrå 26:3            | Säbrå 26:3 (Steinhügelgrab / L1935:7120) Beschreibung ergänzen | Weitere Bilder |
| 10249900270001 | (Karte) | Säbrå 27:1            | Säbrå 27:1 (Steinhügelgrab / L1935:7121) Beschreibung ergänzen | Weitere Bilder |
| 10249900280001 | (Karte) | Säbrå 28:1            | Säbrå 28:1 (Hügelgrab / L1935:6491) Beschreibung ergänzen | Weitere Bilder |
| 10249900280002 | (Karte) | Säbrå 28:2            | Säbrå 28:2 (Steinsetzung / L1935:7177) Beschreibung ergänzen | Weitere Bilder |
| 10249900290001 | (Karte) | Säbrå 29:1            | Säbrå 29:1 (Steinhügelgrab / L1935:6438) Beschreibung ergänzen | Weitere Bilder |
| 10249900300001 | (Karte) | Säbrå 30:1            | Säbrå 30:1 (Hügelgrab / L1935:6571) Beschreibung ergänzen | Weitere Bilder |
| 10249900300002 | (Karte) | Säbrå 30:2            | Säbrå 30:2 (Hügelgrab / L1935:6515) Beschreibung ergänzen | Weitere Bilder |
| 10249900310001 | (Karte) | Säbrå 31:1            | Säbrå 31:1 (Hügelgrab / L1935:7104) Beschreibung ergänzen | Weitere Bilder |
| 10249900310002 | (Karte) | Säbrå 31:2            | Säbrå 31:2 (Hügelgrab / L1935:7050) Beschreibung ergänzen | Weitere Bilder |
| 10249900320001 | (Karte) | Säbrå 32:1            | Säbrå 32:1 (Hügelgrab / L1935:7126) Beschreibung ergänzen | Weitere Bilder |
| 10249900320002 | (Karte) | Säbrå 32:2            | Säbrå 32:2 (Hügelgrab / L1935:7125) Beschreibung ergänzen | Weitere Bilder |
| 10249900330001 | (Karte) | Säbrå 33:1            | Säbrå 33:1 (Steinsetzung / L1935:7182) Beschreibung ergänzen | Weitere Bilder |
| 10249900340001 | (Karte) | Säbrå 34:1            | Säbrå 34:1 (Hügelgrab / L1935:6495) Beschreibung ergänzen | Weitere Bilder |
| 10249900350001 | (Karte) | Säbrå 35:1            | Säbrå 35:1 (Steinhügelgrab / L1935:6521) Beschreibung ergänzen | Weitere Bilder |
| 10249900350002 | (Karte) | Säbrå 35:2            | Säbrå 35:2 (Steinsetzung / L1935:6443) Beschreibung ergänzen | Weitere Bilder |
| 10249900360001 | (Karte) | Säbrå 36:1            | Säbrå 36:1 (Steinhügelgrab / L1935:6522) Beschreibung ergänzen | Weitere Bilder |
| 10249900360002 | (Karte) | Säbrå 36:2            | Säbrå 36:2 (Steinhügelgrab / L1935:7027) Beschreibung ergänzen | Weitere Bilder |
| 10249900360003 | (Karte) | Säbrå 36:3            | Säbrå 36:3 (Steinhügelgrab / L1935:6574) Beschreibung ergänzen | Weitere Bilder |
| 10249900370001 | (Karte) | Säbrå 37:1            | Säbrå 37:1 (Steinhügelgrab / L1935:6432) Beschreibung ergänzen | Weitere Bilder |
| 10249900380001 | (Karte) | Säbrå 38:1            | Säbrå 38:1 (Steinhügelgrab / L1935:6975) Beschreibung ergänzen | Weitere Bilder |
| 10249900390001 | (Karte) | Säbrå 39:1            | Säbrå 39:1 (Gräberfeld / L1935:6496) rundliches (etwa 50 x 40 m großes) Gräberfeld am Südosthang eines Hügels bei Finsvik nördlich der Halbinsel Hägnön, bestehend aus 3 runden (zwischen 6 und 10 m Durchmesser) Hügelgräbern, einem langgestreckten Grabhügel (etwa 9 x 4 m) und einer Steinsetzung, während sich im näheren Umkreis weitere Steinhügelgräber befinden. | Weitere Bilder |
| 10249900400001 | (Karte) | Säbrå 40:1            | Säbrå 40:1 (Steinhügelgrab / L1935:1844) Beschreibung ergänzen | Weitere Bilder |
| 10249900410001 | (Karte) | Säbrå 41:1            | Säbrå 41:1 (Gräberfeld / L1935:6187) ovales Gräberfeld (etwa 70 x 40 m) im Westen der Halbinsel Vägnön am Westhang eines Hügels, ca. 250-300 m östlich vom Ufer des Älandsfjärden, bestehend aus einem runden Steinhaufen (etwa 12 m Durchmesser), einem langgestreckten Steinhaufen (ca. 8 x 3 m) und 3 Steinkreisen (etwa 3-4 m Durchmesser). Etwa 80 m südöstlich davon befinden sich das Steinhügelgrab Säbrå 184:1 (L1935:6960) und die Steinsetzung Säbrå 184:2 (L1935:6365) sowie 250 m südwestlich das Gräberfeld Säbrå 177:1 (L1935:6291)                                                                    | Weitere Bilder |
| 10249900420001 | (Karte) | Säbrå 42:1            | Säbrå 42:1 (Gräberfeld / L1935:6205) langgestrecktes Gräberfeld (etwa 100 x 25 m) etwas nördlich der Halbinsel Vägnön zwischen Finsvik und Flunderviken am Südosthang des Finsvikberget, bestehend aus 3 runden Hügelgräber (zwischen 5 und 18 m Durchmesser), 2 länglichen Hügelgräbern und einer runden Steinsetzung (etwa 5 m Durchmesser). Die länglichen Hügelgräbern sind 18 x 10 m und 10 x 6m groß, sind etwa 1 m hoch und haben bis zu 1 m tiefe Gruben. Etwa 500 m nordöstlich und 500 m südwestlich befinden sich weitere Gruppen von prähistorischen Funden.                                              | Weitere Bilder |
| 10249900430001 | (Karte) | Säbrå 43:1            | Säbrå 43:1 (Steinhügelgrab / L1935:1912) Beschreibung ergänzen | Weitere Bilder |
| 10249900430002 | (Karte) | Säbrå 43:2            | Säbrå 43:2 (Steinhügelgrab / L1935:6196) Beschreibung ergänzen | Weitere Bilder |
| 10249900430003 | (Karte) | Säbrå 43:3            | Säbrå 43:3 (Steinsetzung / L1935:1911) Beschreibung ergänzen | Weitere Bilder |
| 10249900430004 | (Karte) | Säbrå 43:4            | Säbrå 43:4 (Steinsetzung / L1935:6751) Beschreibung ergänzen | Weitere Bilder |
| 10249900440001 | (Karte) | Säbrå 44:1            | Säbrå 44:1 (Steinhügelgrab / L1935:1913) Beschreibung ergänzen | Weitere Bilder |
| 10249900480001 | (Karte) | Säbrå 48:1            | Säbrå 48:1 (Steinkammergrab / L1935:1296) Überreste eines Steinkammergrabs etwa 1 km südlich Älandsbrö, westlich der Ortschaft Norrstig, bestehend aus 3 senkrechten Steinen und einem Deckstein (3 x 1 m) und einer benachbarten Grube mit Aufschlüssen. | Weitere Bilder |
| 10249900500001 | (Karte) | Säbrå 50:1            | Säbrå 50:1 (Hügelgrab / L1935:6575) Beschreibung ergänzen | Weitere Bilder |
| 10249900560001 | (Karte) | Säbrå 56:1            | Säbrå 56:1 (Steinhügelgrab / L1935:7184) Beschreibung ergänzen | Weitere Bilder |
| 10249900570001 | (Karte) | Säbrå 57:1            | Säbrå 57:1 (Steinsetzung / L1935:7266) Beschreibung ergänzen | Weitere Bilder |
| 10249900570002 | (Karte) | Säbrå 57:2            | Säbrå 57:2 (Steinsetzung / L1935:7265) Beschreibung ergänzen | Weitere Bilder |
| 10249900790001 | (Karte) | Säbrå 79:1            | Säbrå 79:1 (Steinsetzung / L1935:7282) Beschreibung ergänzen | Weitere Bilder |
| 10249900820001 | (Karte) | Säbrå 82:1            | Säbrå 82:1 (Steinsetzung / L1935:6718) Beschreibung ergänzen | Weitere Bilder |
| 10249900820002 | (Karte) | Säbrå 82:2            | Säbrå 82:2 (Steinsetzung / L1935:6717) Beschreibung ergänzen | Weitere Bilder |
| 10249901070001 | (Karte) | Säbrå 107:1           | Säbrå 107:1 (Fischerdorf / L1935:6900) langgestreckter ehemaliger Fischereistandort (Größe etwa 170 x 15 m) entlang der Küste im Norden der Bucht Ulvviken im Norden des Älandsfjärden, befindet sich etwa 3 km östlich Älandsbro und 5 km nördlich Härnösand auf der Höhe des Grundstücks „Ulvviks By 547“; bestehend aus einem Fundament einer ehemaligen Fischerhalle (ca. 8 x 7 m), einer Rinnen als Bootslagerstätte (etwa 6 x 1,7 m) und einer erhaltenen gebliebenen Fischerhütte (etwa 8 x 7 m). Im Südosten des Gebiets befindet sich heute eine Bootsanlegestelle und nördlich davon das Dorf „Ulvviks By“. | Weitere Bilder |
| 10249901290001 | (Karte) | Säbrå 129:1           | Säbrå 129:1 (Steinsetzung / L1935:6814) Beschreibung ergänzen | Weitere Bilder |
| 10249901310001 | (Karte) | Säbrå 131:1           | Säbrå 131:1 (Alm / L1935:6756) Beschreibung ergänzen (auch als schwedisch „Huggnings fäbodar“ bezeichnet) | Weitere Bilder |
| 10249901400001 | (Karte) | Säbrå 140:1           | Säbrå 140:1 (Alm / L1935:6838) Beschreibung ergänzen (auch als schwedisch „Älands fäbodevall“ bezeichnet) | Weitere Bilder |
| 10249901480001 | (Karte) | Säbrå 148:1           | Säbrå 148:1 (Alm / L1935:6831) Beschreibung ergänzen (auch als schwedisch „Kragoms Fäbod o. Solums Fäb“ bezeichnet) | Weitere Bilder |
| 10249901630001 | (Karte) | Säbrå 163:1           | Säbrå 163:1 (Alm / L1935:6509) Beschreibung ergänzen (auch als schwedisch „Brånsfäbodar o. Bråns gamlab“ bezeichnet) | Weitere Bilder |
| 10249901700001 | (Karte) | Säbrå 170:1           | Säbrå 170:1 (Steinhügelgrab / L1935:6287) Beschreibung ergänzen | Weitere Bilder |
| 10249901740001 | (Karte) | Säbrå 174:1           | Säbrå 174:1 (Steinhügelgrab / L1935:6904) Beschreibung ergänzen | Weitere Bilder |
| 10249901740002 | (Karte) | Säbrå 174:2           | Säbrå 174:2 (Steinsetzung / L1935:6903) Beschreibung ergänzen | Weitere Bilder |
| 10249901750001 | (Karte) | Säbrå 175:1           | Säbrå 175:1 (Steinsetzung / L1935:6346) Beschreibung ergänzen | Weitere Bilder |
| 10249901760001 | (Karte) | Säbrå 176:1           | Säbrå 176:1 (Steinhügelgrab / L1935:6885) Beschreibung ergänzen | Weitere Bilder |
| 10249901760002 | (Karte) | Säbrå 176:2           | Säbrå 176:2 (Steinhügelgrab / L1935:6209) Beschreibung ergänzen | Weitere Bilder |
| 10249901770001 | (Karte) | Säbrå 177:1           | Säbrå 177:1 (Gräberfeld / L1935:6291) etwa ovales Gräberfeld (etwa 50 x 25 m) im Westen der Halbinsel Vägnön am Westhang eines Hügels, ca. 100 m östlich vom Ufer des Älandsfjärden entfernt, bestehend aus 5 Grabhügeln (zwischen 5 und 9 m Durchmesser), welche eine umlaufende Rinne haben sowie von Kiefern überwachsen sind und tw. durch Abbau beschädigt wurden. 80-100 m südlich davon befinden sich die Steinsetzung Säbrå 175:1 (L1935:6346) und die Steinhügelgräber Säbrå 176:1 (L1935:6885) und Säbrå 176:2 (L1935:6209)                                                                                 | Weitere Bilder |
| 10249901780001 | (Karte) | Säbrå 178:1           | Säbrå 178:1 (Steinsetzung / L1935:6908) Beschreibung ergänzen | Weitere Bilder |
| 10249901790001 | (Karte) | Säbrå 179:1           | Säbrå 179:1 (Steinsetzung / L1935:6982) Beschreibung ergänzen | Weitere Bilder |
| 10249901790002 | (Karte) | Säbrå 179:2           | Säbrå 179:2 (Steinsetzung / L1935:6388) Beschreibung ergänzen | Weitere Bilder |
| 10249901790003 | (Karte) | Säbrå 179:3           | Säbrå 179:3 (Steinsetzung / L1935:6983) Beschreibung ergänzen | Weitere Bilder |
| 10249901830001 | (Karte) | Säbrå 183:1           | Säbrå 183:1 (Steinsetzung / L1935:6959) Beschreibung ergänzen | Weitere Bilder |
| 10249901840001 | (Karte) | Säbrå 184:1           | Säbrå 184:1 (Steinhügelgrab / L1935:6960) ausgedehntes rundes Steinhügelgrab (etwa 18 m Durchmesser) im Westen der Halbinsel Vägnön mit einer mittigen 1,8 m tiefen Grube (8 × 4 m), befindet sich ca. 75 m östlich des Gräberfeld Säbrå 177:1 (L1935:6291) und direkt nördlich an der Steinsetzung Säbrå 184:2 (L1935:6365) | Weitere Bilder |
| 10249901840002 | (Karte) | Säbrå 184:2           | Säbrå 184:2 (Steinsetzung / L1935:6365) fast runde (etwa 5 m Durchmesser) Steinsetzung im Westen der Halbinsel Vägnön, mittig befindet sich ein 1,2 x 1,4 x 1,0 m großer Findling, befindet sich ca. 80 m östlich des Gräberfeld Säbrå 177:1 (L1935:6291) und direkt südlich am Steinhügelgrab Säbrå 184:1 (L1935:6960) | Weitere Bilder |
| 10249901880001 | (Karte) | Säbrå 188:1           | Säbrå 188:1 (Steinhügelgrab / L1935:6350) Beschreibung ergänzen | Weitere Bilder |
| 10249901890001 | (Karte) | Säbrå 189:1           | Säbrå 189:1 (Steinhügelgrab / L1935:6979) Beschreibung ergänzen | Weitere Bilder |
| 10249902010001 | (Karte) | Säbrå 201:1           | Säbrå 201:1 (Steinsetzung / L1935:6962) Beschreibung ergänzen | Weitere Bilder |
| 10249902010002 | (Karte) | Säbrå 201:2           | Säbrå 201:2 (Steinsetzung / L1935:6417) Beschreibung ergänzen | Weitere Bilder |
| 10249902030001 | (Karte) | Säbrå 203:1           | Säbrå 203:1 (Steinsetzung / L1935:7033) Beschreibung ergänzen | Weitere Bilder |
| 10249902030002 | (Karte) | Säbrå 203:2           | Säbrå 203:2 (Steinsetzung / L1935:6352) Beschreibung ergänzen | Weitere Bilder |
| 10249902070001 | (Karte) | Säbrå 207:1           | Säbrå 207:1 (Fischerdorf / L1935:6460) Beschreibung ergänzen | Weitere Bilder |
| 10249902210001 | (Karte) | Säbrå 221:1           | Säbrå 221:1 (Steinsetzung / L1935:6976) Beschreibung ergänzen | Weitere Bilder |
| 10249902230001 | (Karte) | Säbrå 223:1           | Säbrå 223:1 (Steinsetzung / L1935:7041) Beschreibung ergänzen | Weitere Bilder |
| 10249902340001 | (Karte) | Säbrå 234:1           | Säbrå 234:1 (Hügelgrab / L1935:6534) rundes (etwa 9 m Durchmesser) Hügelgrab zwischen dem Nassjön und Bondsjön, befindet sich etwa 2 km westlich Härnösand, neben Grundstück Näs 105. Der Grabhügel ist bewachsen und im Osten leicht beschädigt, wurde wahrscheinlich 1785 bei Rodungen entdeckt. Etwa 150 m südöstlich im Wald befindet sich das Hügelgrab Säbrå 15:1 (L1935:7102) | Weitere Bilder |
| 10249902400001 | (Karte) | Säbrå 240:1           | Säbrå 240:1 (Steinsetzung / L1935:7256) Beschreibung ergänzen | Weitere Bilder |
| 10249902710001 | (Karte) | Säbrå 271:1           | Säbrå 271:1 (Steinsetzung / L1935:1920) Beschreibung ergänzen | Weitere Bilder |
| 10249902780001 | (Karte) | Säbrå 278:1           | Säbrå 278:1 (Steinsetzung / L1935:6763) Beschreibung ergänzen | Weitere Bilder |
| 10249902790001 | (Karte) | Säbrå 279:1           | Säbrå 279:1 (Steinsetzung / L1935:6150) Beschreibung ergänzen | Weitere Bilder |
| 10249902800001 | (Karte) | Säbrå 280:1           | Säbrå 280:1 (Steinhügelgrab / L1935:6706) Beschreibung ergänzen | Weitere Bilder |
| 12000000036019 | (Karte) | Säbrå 293             | Säbrå 293 (Steinsetzung / L1934:336) Beschreibung ergänzen | Weitere Bilder |
| 12000000043788 | (Karte) | Säbrå 309             | Säbrå 309 (Steinsetzung / L1934:381) Beschreibung ergänzen | Weitere Bilder |